# Eisothistos nipponicus
Eisothistos nipponicus là một loài chân đều trong họ Expanathuridae. Loài này được Nunomura miêu tả khoa học năm 1984.